# Ledartröja

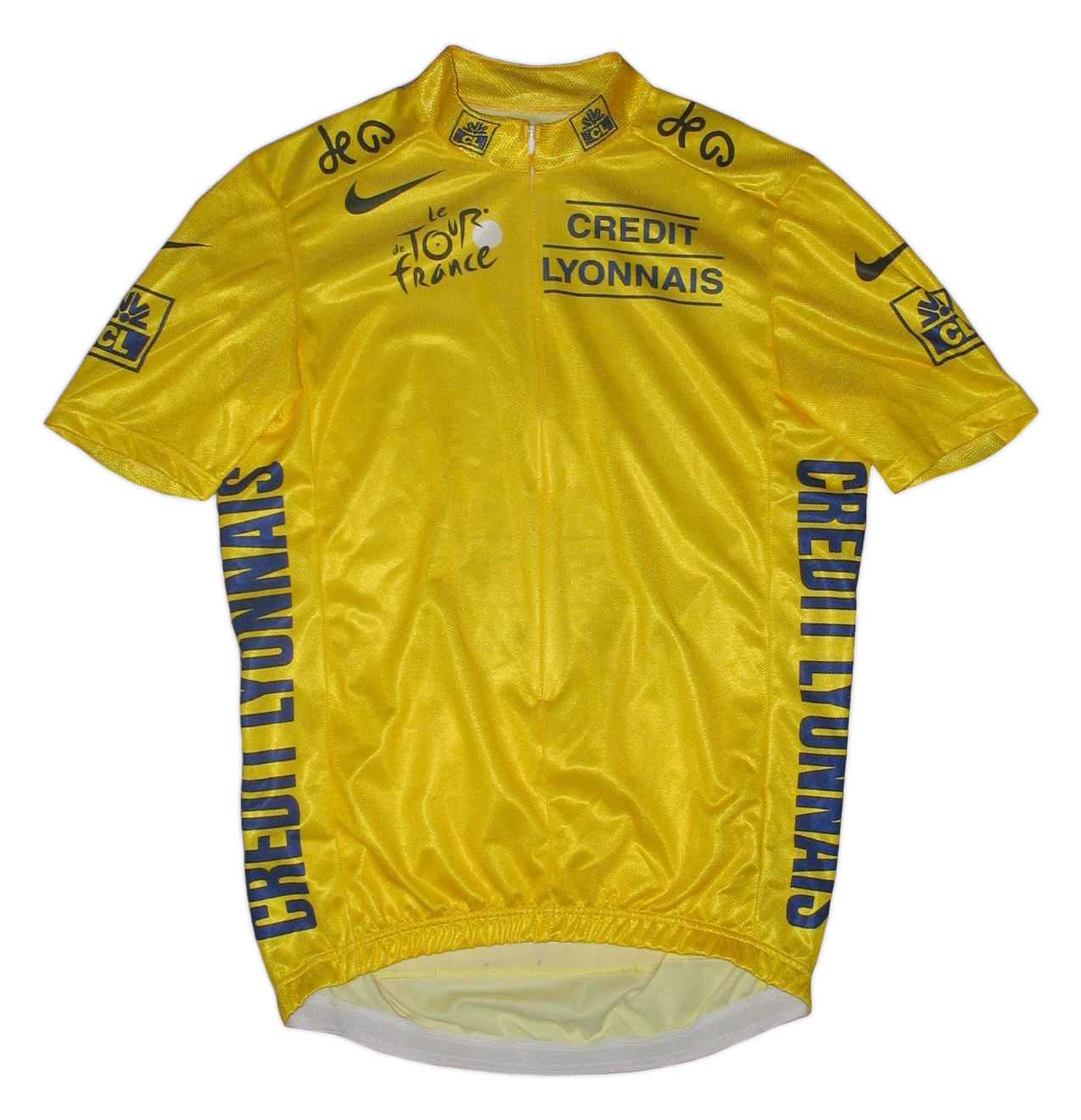
Ledartröjan för Tour de France.

Ledartröja är den term som oftast syftar på den tröja som utmärker ledaren inom en cykeltävling, främst Tour de France.
Den mest kända ledartröjan torde vara den som ledaren av Tour de France bär. Tour de France ledartröja är gul och bärs av den cyklist som har den lägsta sammanlagda tiden i loppet. Den gula ledartröjan har fått sin färg efter sporttidningens L'Equipe's gula pappersfärg.
Girots ledartröja är rosa, som en följd av tidningen La Gazzetta dello Sports färgsättning.
Se även: Cykel, Cykeltävlingar